# Адамек, Томаш
То́маш Ада́мек (пол. Tomasz Adamek; 1 декабря 1976, Живец, Польша) — польский боксёр-профессионал, выступавший в 1-й тяжёлой весовой и супертяжёлой весовой категориях. Чемпион мира в полутяжёлой (версия WBC, 2005—2007) и в 1-й тяжёлой (версия IBF, 2008—2009) весовых категориях.

## Любительская карьера
Заинтересовался Адамек боксом в четвёртом классе начальной школы. В возрасте двенадцати лет он начал обучение в боксёрском клубе «Альпинист Живец». Первым тренером его был Стефан Гаврон и Станислав Орличи.
В 1992 году Адамек отправился в город Корк, где он тренировался под руководством Казимежа Рочалского. После достижения и быстрого успеха на ринге был назначен в штаб, где с ним индивидуально занимался Януш Гортат (двукратный призёр Олимпийских игр в полутяжёлом весе).
Первый чемпионат Польши, Томаш Адамек выиграл в 1995 году — в среднем весе, в 18 лет. В 1996 году он выиграл чемпионат Польши в среднем весе, а в 1997 году стал вице-чемпионом в полутяжёлом весе.
В 1997 году он участвовал в чемпионате мира в Будапеште. В 1998 году выиграл бронзовую медаль — в полутяжёлом весе. В любительском боксе Адамек провёл 120 боёв, из которых 108 выиграл.

## Профессиональная карьера

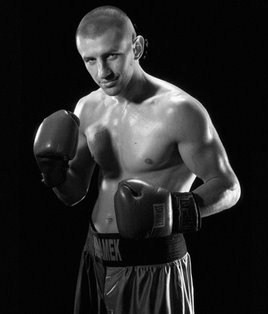
Томаш Адамек (2007 год)

### Полутяжёлый вес
На профессиональном ринге Адамек дебютировал в марте 1999 года, в полутяжёлом весе. Начал активно боксировать, преимущественно со слабыми противниками, но периодичность боёв была достаточно высокой, и Адамек медленно, но уверенно поднимался в рейтингах. Так за 6 лет профессиональной карьеры, он провёл серию из 28 последовательных побед, и вышел на бой за вакантный титул чемпиона мира в полусреднем весе по версии WBC.

#### Чемпионский бой с Полом Бриггсом
Таким образом в мае 2005 года, Адамек решением большинства судей, в тяжёлом и конкурентном бою победил Пола Бриггса.

#### Бой с Томасом Ульрихом
15 октября 2005 года Томаш вышел на ринг с боксёром из Германии, Томасом Ульрихом. Ульрих предложил очень высокий темп, но сам из-за этого пострадал. Адамек был точнее. Со второго раунда у немца была «сечка» на лбу. В третьем раунде поляк первый раз поймал визави на контрударе, но тот устоял. В 6-м раунде Томаш, поддерживаемый большой группой своих болельщиков, после промаха Ульриха «всадил» сильнейший правый боковой в голову противника. Немец с трудом поднялся, но на счет «Десять» его водило, и рефери остановил бой. После боя Адамек сказал, что не боится никого кроме Бога, и готов боксировать с любым.

#### Бой с Бриггсом II
В октябре 2006 года состоялся 2-й бой между Томашем Адамеком и Полом Бриггсом. В первом раунде австралиец потряс Адамека, и отправил в нокдаун. Но Томаш быстро оправился, и активно проводил поединок. В 9-м раунде с Адамека высчитали одно очко, за удар ниже пояса. Но несмотря на это, общая активность поляка была заметна. Томаш Адамек вновь победил решением большинства судей.

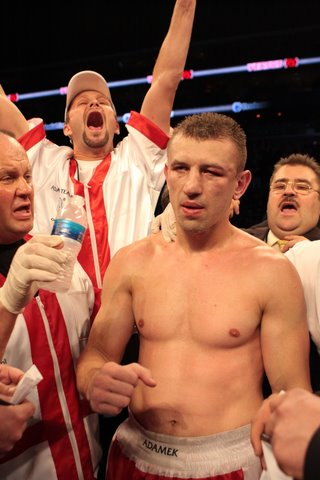
Адамек после боя с Каннингемом, 2009 г.

#### Первое поражение. Бой с Доусоном
В феврале 2007 года состоялся бой между непобеждённым чемпионом в полутяжёлом весе по версии WBC Томашом Адамеком и претендентом Чэдом Доусоном. В 7-м раунде Доусон левым кроссом попал Адамеку в живот. Адамек упал и сразу же встал. Рефери отсчитал нокдаун. В 10-м раунде Адамек прицельным левым хуком в голову послал Доусона в нокдаун. После продолжения боя Адамек попытался добить Доусона, но безуспешно. Доусон уверенно переиграл по очкам Адамека и стал новым чемпионом. После боя Адамек признался что ему не хватило скорости, и Доусон заслуженно победил. После поражения Адамек поднялся в 1-й тяжёлый вес.

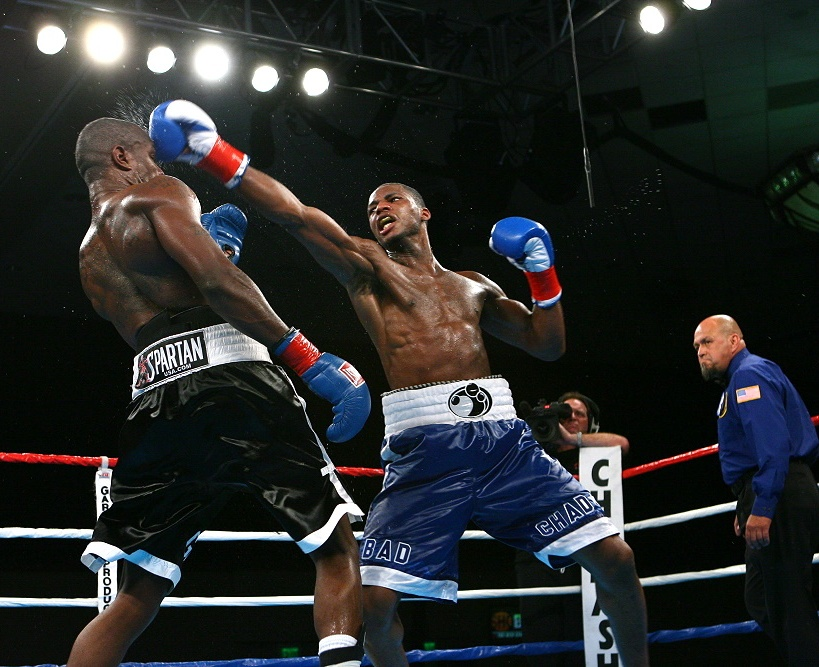
Чэд Доусон

### Первый тяжёлый вес
9 мая 2007 года, Адамек дебютировал в первом тяжёлом весе, и в поединке за вакантный титул IBO, нокаутировал в 7-м раунде, панамца, Марсело Луиза Пинеду. В декабре 2007 года, провёл рейтинговый бой, и победил по очкам, хорвата Иосифа Джалусица. В апреле 2008 года Томаш в элиминаторе в 8-м раунде нокаутировал О`Нила Белла. В Июле Адамек победил американца Гэри Гомеса.

#### Чемпионский бой с Каннингемом
В декабре 2008 года, победил действующего чемпиона Мира Стива Каннингема, трижды за бой посылая его в нокдаун, и стал чемпионом во второй весовой категории за свою карьеру.
В июле 2008 года Адамек встретился с Гэри Гомесом. С первых раундов боксёры действовали напористо и активно, однако Гомес уступал Адамеку в скорости, и к середине раунда начал больше пропускать ударов. Более подвижный поляк переигрывал оппонента. Гомес травмировал правую руку, и не смог выйти на 7-й раунд. Адамек победил техническим нокаутом.
После завоевания титула чемпиона мира в первом тяжёлом весе, дважды подтвердил это звание в бою с непобеждённым американцем Джонатоном Бэнкосм, и канадцем Бобби Ганном.

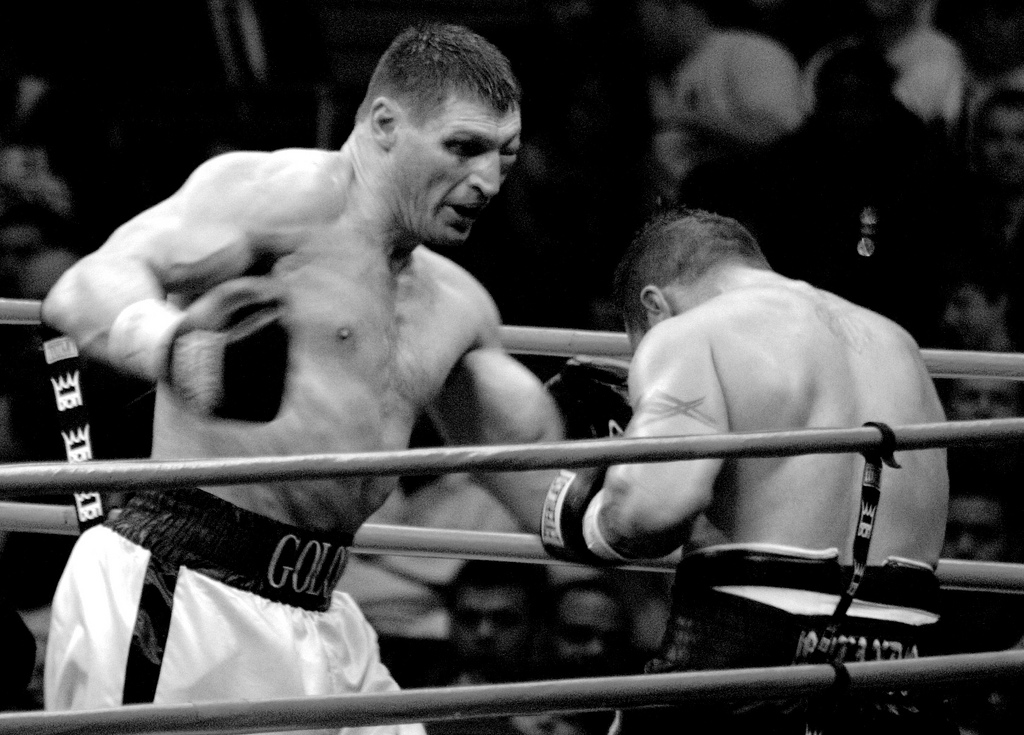
Анджей Голота

### Супертяжёлый вес
После этого, Томаш Адамек решил перейти в супертяжёлый вес, и начал своё восхождение с победой над своим земляком, известным боксёром Анджеем Голотой, зрелищным нокаутом в 5-м раунде. В андеркате данного боя выступили непобеждённый польские боксёры первого тяжёлого веса, Матеуш Мастернак (14-0) и Лукаш Яник (15-0).
В феврале 2010 года, Адамек победил Джейсона Эстраду, а в апреле в очень напряжённом поединке, победил спорным решением судей очень известного американского боксёра Криса Арреолу.
Вслед за Арреолой, поляк победил не менее известного американца Майкла Гранта. А после нокаута над Винни Маддалоне и уверенной победой над ирландцем Кевином Макбрайдом, Адамек стал обязательным претендентом на чемпионские титулы Владимира Кличко, но Владимир был занят подготовкой к объединительному бою с британцем Дэвидом Хэем, и чемпионский бой согласился дать брат Владимира, Виталий Кличко.

#### Чемпионский бой с Виталием Кличко

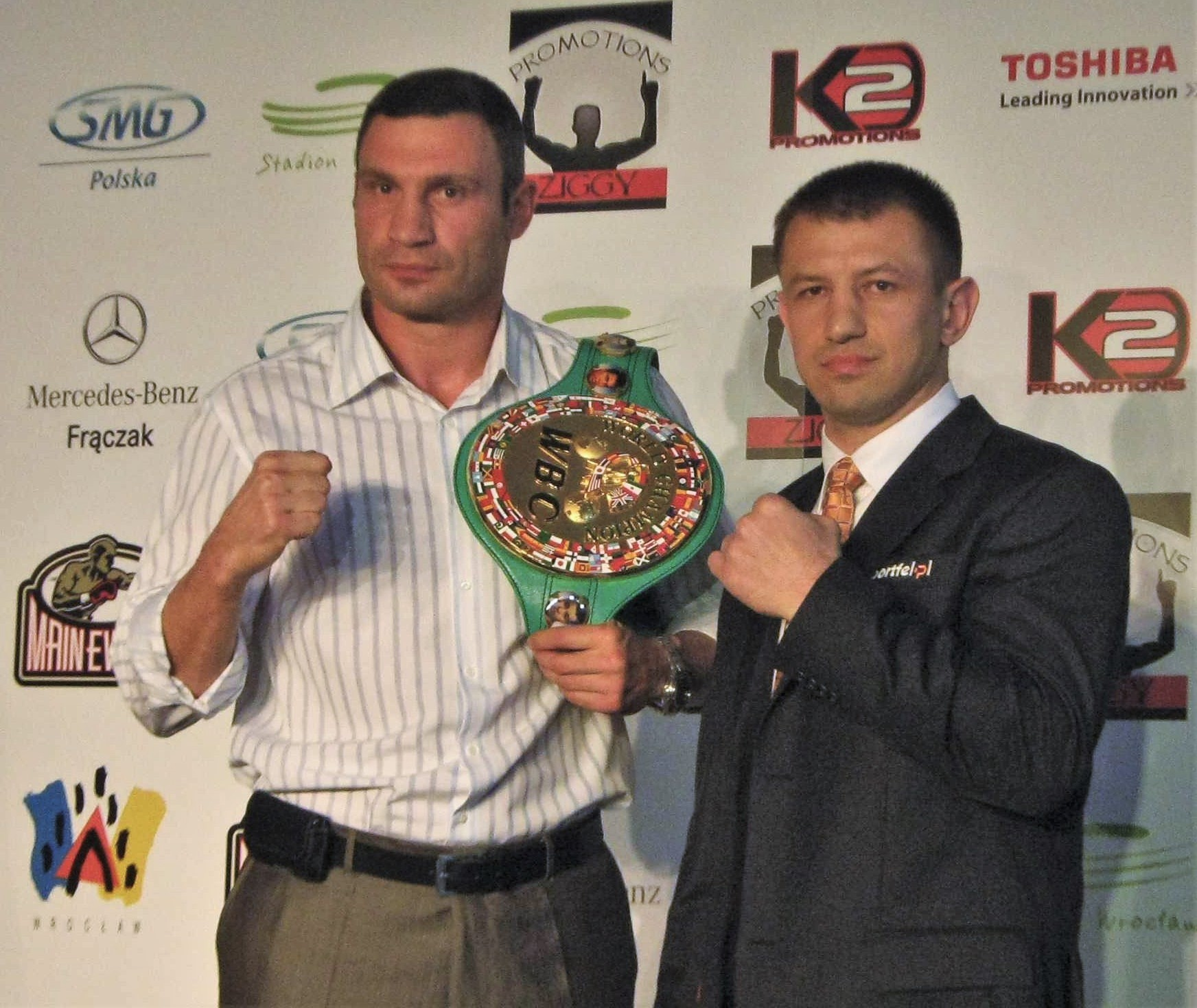
Кличко и Адамек на пресс-конференции перед боем.

Осенью 2011 года состоялся бой Виталия Кличко и поляка Томаша Адамека, на новой футбольной арене во Вроцлаве. В середине 2-го раунда Томаш пропустил мощный удар в голову и попятился назад, но не упал. В 6 раунде Адамек побывал в нокдауне. Кличко постепенно и уверенно начал наращивать преимущество, не давая Адамеку проводить серии ударов. Поляк практически не наступал. Все его попытки блокировались украинцем. В 10 раунде Кличко стал избивать Адамека, к середине раунда поляк уже практически не защищался, и еле держался на ногах, рефери, увидев такое одностороннее превосходство в бою, остановил поединок. Адамек, несмотря на мощные удары Виталия, сумел продержаться почти до конца боя.
В марте 2012 года, после перерыва от поражения в чемпионском бою, Томаш встретился с доминиканцем Наги Агилерой. Бой начался с небольшим преимуществом поляка, а в конце третьего раунда Адамек начал активно избивать Агилеру, но тот чудом устоял на ногах. Всю первую половину четвёртого раунда Томаш прессинговал Агилеру, но ближе к концу раунда ситуация начала меняться, и доминиканец начал наступать. Зал восторженно завёлся, однако с пятого раунда бой проходил гладко без особых ярких атак, под небольшим преимуществом Томаша. В итоге Адамек победил единогласным решением судей.

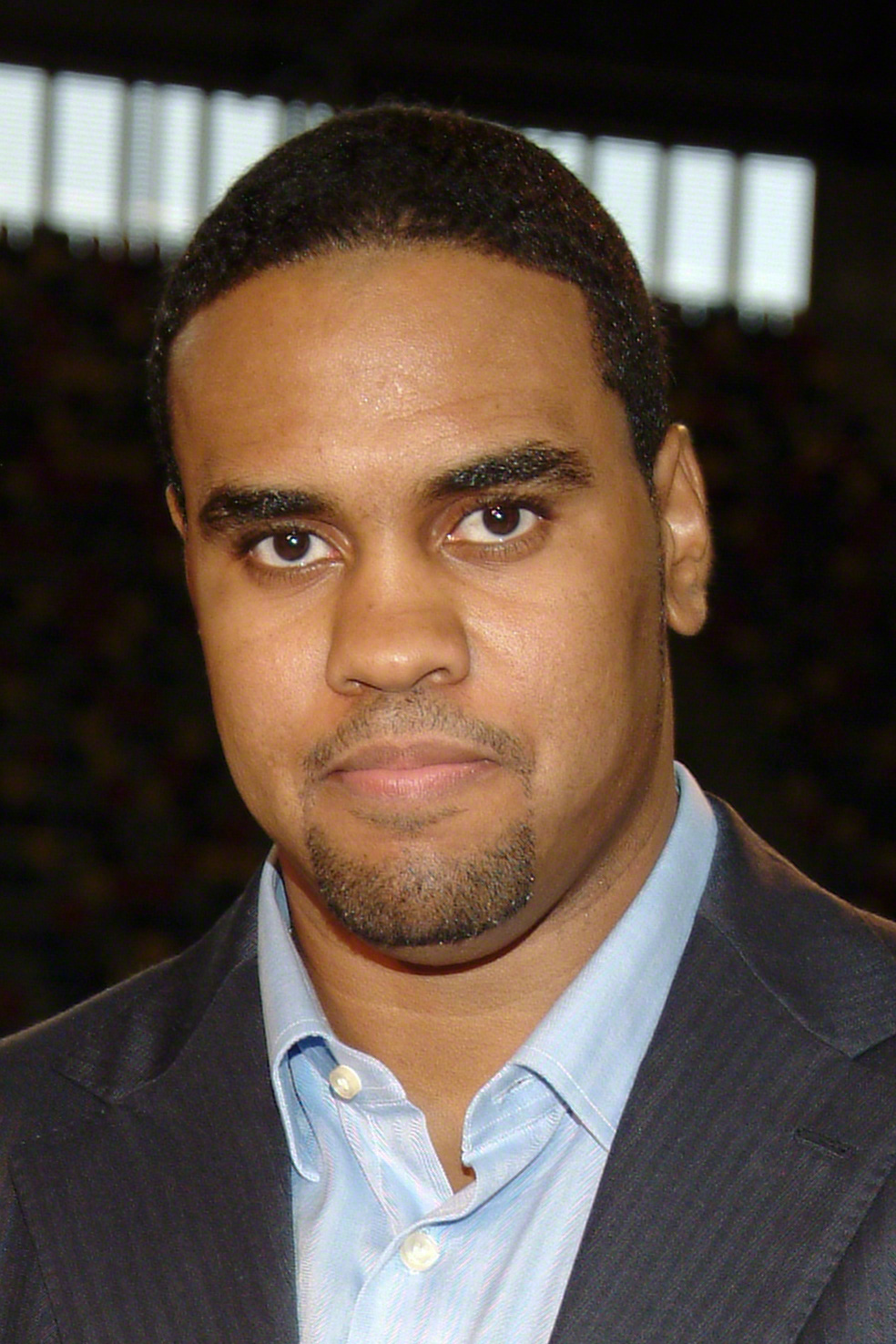
Эдди Чемберс

#### Бой с Эдди Чемберсом
Почти сразу после победы над Агилерой начались поиски нового соперника, и выбор пал на американского технаря, бывшего претендента на чемпионский титул в супертяжёлом весе Эдди Чемберса.
В первых нескольких раундах Эдди Чемберс выглядел лучше Томаша Адамека, постоянно сдерживая его точным левым джебом. Однако в пятой трёхминутке, как показалось, Чемберс повредил левую руку и Адамек начал постепенно перехватывать инициативу. В 6-м раунде поляк провёл несколько хороших серий, а американец перестал работать левым джебом и использовал только правую руку. На 7-й раунд Эдди вышел заряженным и даже работая одной правой рукой, перебоксировал Томаша. Однако уже в 8-м раунде, Адамек вернул себе контроль над поединком, выбрасывая вновь точные и жёсткие удары. Заключительные раунды Адамек много работал, постоянно атакуя Чемберса, но большинство его ударов приходились в блок американца. В общем раунды были фактически равными, Адамек был постоянно занят, но Чемберс был более точен в своих немногочисленных ударах. По окончании 12-го раунда счет на судейских записках был 116—112, 116—112, 119—109 в пользу Томаша Адамека.
Почти сразу после победы над Чемберсом, нашёлся новый соперник для Адамека. Им стал очень известный американский боксёр, многократный чемпион в более лёгких весовых категориях, Джеймс Тони. Но после объявления боксёрской федерацией, IBF о турнире сильнейших за звание обязательного претендента на чемпионский бой, Адамек дал предпочтение турниру IBF. Соперником Адамека должен был стать непобеждённый белорусский гигант, Александр Устинов, но стороны не смогли договориться, и была найдена замена в лице американца, Трэвиса Уолкера, так же санкционированная IBF, отборочным турниром.

#### Бой с Уолкером
Изначально IBF Объявило о турнире среди четырёх боксёров которые занимали самые высокие позиции в рейтинге. 1-я и 2-я строчка были вакантными после травмы Эдди Чемберса, и поражения Тони Томпсона. 3-й в рейтинге был Кубрат Пулев, который должен был выйти с 5-м номером, Одланьером Солисом, за 1-ю строчку, и 4-й в рейтинге Томаш Адамек должен был выйти с 6-м в рейтинге Александром Устиновым за 2-ю строчку. Адамек с Устиновым не пришли к договорённости, и Адамек выбрал себе в соперники американца Трэвиса Уолкера, который занимал 13-ю строчку в рейтинге IBF, за вторую строчку рейтинга. У Одланьера Солиса возникли временные задержки, и он оказался не удел, и не смог участвовать в турнире. А Кубрат Пулев договорился о бое с Александром Устиновым за первую строчку рейтинга.
8 сентября 2012 года Адамек вышел на ринг с американцем Тревисом Уолкером. Бой начался с активной разведки со стороны обоих боксёров. В самом начале второго раунда, Уолкер правым кроссом отправил Адамека в нокдаун. Поляк встал, и принял оборону, и к середине раунда выровнял бой. В конце второго раунда уже Адамек отправил Уолкера в нокдаун. Американец встал, но до гонга поляк избивал Уолкера в углу ринга. Третий раунд прошёл так же с преимуществом Адамека. Четвёртый раунд прошёл в более равной борьбе. В середине пятого раунда Томаш начал избивать Уолкера, загнал его в угол и ещё уверенней начал наносить удары. Рефери вмешался и прекратил поединок. Уолкер с решением не спорил.

#### Бой со Стивом Каннингемом II
Сразу же после победы над Уолкером, определилась дата следующего поединка, Адамека. Через месяц стало известно что соперником будет олимпийский чемпион, бывший претендент на титул чемпиона мира, кубинец, Одланьер Солис. У Солиса был назначен поединок в Испании на 12 октября с норвежцем Лейфом Ларсеном, и в случае победы, он вышел бы на бой с Адамеком. Солис решил не рисковать, и отменил бой с Ларсеном за два дня до его начала. Но при переговорах с командой Адамека, не пришли к единому соглашению, и кубинец отказался от поединка и с ним. Замена кубинцу была найдена довольно быстро, им стал бывший двукратный чемпион в первом тяжёлом весе, американец, Стив Каннингем. Каннингем так же как и Солис входил в топ-15 рейтинга IBF, и федерация бокса санкционариовала этот поединок, как бой за вторую строчку рейтинга, несмотря на то, что предыдущий поединок с Уолкером, так же изначально был санкционирован боем за вторую строчку рейтинга, но после обновления рейтингов, Адамек встал на третье место, а вторая строчка по прежнему оставалась вакантной. Дополнительный ажиотаж вызывало то, что Адамек уже встречался с Каннингемом, и первая встреча завершилась спорной победой поляка.
22 декабря 2012 года в долгожданный реванш оставил больше вопросов нежели ответов. Конкурентное противостояние было не меньше чем в первой схватке. Первые четыре раунда были с большим преимуществом поляка, который больше наступал, но Каннингем выровнял поединок в свою пользу, много уворачивался, и наносил больше точных ударов. Возможно главным фактором который склонил счёт в пользу Адамека стало его большее упорство и давление. Томаш действовал первым номером, в отличие от Каннингема, который старался постоянно увеличивать дистанцию. После завершения поединка Каннингем уверенный в своей победе поднял руки. Адамек же в свою очередь склонив голову, пошёл в свой угол. Майкл Баффер огласил результат, ничью раздельным решением судей. Каннингем недовольно отреагировал, а Адамек перекрестился, так как такой результат его тоже устраивал, ведь его позиции в рейтинге были выше Каннингема, и именно он даже в случае ничьи вышел бы в финал турнира. Но через несколько секунд один из судей внёс коррективы в результаты, и результаты первого судьи (Дебры Барнеса) были изменены с ничейного 114—114, на 115—113 в пользу Адамека. Зал решение принял недовольным гулом, но поединок всё же был очень близким.

#### Бой с Домиником Гуинном
4 августа 2013 года Польский тяжеловес Томаш Адамек (49-2, 29 КО) одержал разгромную победу над ветераном Домиником Гуинном (34-10-1, 23 КО). По версии двух арбитров, Адамек выиграл девять раундов десятираундового поединка, прошедшего накануне. Счёт судейских записок — 99-91, 99-91, 98-92 в пользу польского боксёра. Бой проходил с преимуществом Адамека, однако отправить соперника на пол поляку не удалось. В третьем раунде боксёры столкнулись головами, что привело к серьёзному рассечению над правым глазом Гуинна. Это был первый бой для Адамека в нынешнем году

#### Бой с Вячеславом Глазковым
На 16 ноября 2013 года был запланирован бой с украинцем Вячеславом Глазковым. Но за 2 дня до боя стало окончательно известно что бой не состоится из-за болезни Томаша.
15 марта 2014 года состоялся долгожданный бой. Вячеслав победил единогласным решением судей и завоевал североамериканский титул по версии IBF в супертяжёлом весе. Бой в городе Бетлхем (США, штат Пенсильвания) шёл с переменным успехом. Глазков хорошо начал и предпочтительнее смотрелся в середине противостояния, но на концовку его не хватило — инициативу перехватил изрядно побитый Адамек. В итоге все трое судей отдали победу украинцу — 117:110, 117:111, 116:112. Этот результат стал неожиданностью для многих, ведь до боя победу пророчили более известному поляку

#### Бой с Артуром Шпилькой
8 января 2014 года Шпилька встретился в Кракове со своим соотечественником, экс-чемпионом в полутяжелой и тяжелой весовых категориях, бывшим претендентом на титул в супертяжелом весе Томашем Адамеком. Бой проходил за один из второстепенных титулов IBF. Поединок стал первым для Шпильки после поражения от Брайанта Дженнингса. Матч получился чистым. Оба бойца были предельно осторожны и не стремились идти в размен ударами. Шпилька успешно действовал передней рукой, не давая Адамеку подойти на нужную дистанцию. Молодой оппонент был заметно быстрее Томаша и нанёс большее количество ударов. Наиболее успешным для Адамека стал 8 раунд, в котором ему удалось провести точную серию. Тем не менее серьёзно потрясти противника он не смог. После 10-ти раундов судьи единогласно объявили победителем Шпильку. В интервью после боя Адамек заявил, что, вероятно, завершит карьеру

#### Бой с Эриком Молиной
2 апреля 2016 года состоялся бой Эрика Молины и Томаша Адамека. Поединок получился конкурентным и зрелищным, но на последней секунде 10-го раунда Адамек пропустил жесткий удар справа, после которого рефери зафиксировал победу Молины.
24 июня 2017 года встретился с Соломоном Хаумоно. Адамек контролировал ситуацию в ринге на протяжении всего поединка, но ни разу не приблизился к досрочной победе над соперником, который далеко не отличается крепким подбородком. После 10 раундов боя судьи отдали победу Томашу Адамеку со счетом 100:90, 99:91 и 99:91.
18 ноября 2017 года встретился с Фредом Касси. Поляк провел отличный третий раунд, но Касси сумел выиграть следующий раунд. Потом в ринге шла позиционная борьба, пока в шестом раунде Адамеку не удалось достать своего соперника крепким ударом. Оставшиеся раунды лучше смотрелся Адамек, за исключением девятого, в котором то ли поляк взял паузу, то ли Касси отчаянно пытался переломить ход боя. В итоге Адамек победил единогласным решением судей (97-93, 96-94, 96-94).

#### Бой с Джоуи Абелем
Уже во 2-м раунде Джоуи побывал на настиле, когда Адамек начал азартно с ним зарубаться и в итоге свалил кроссом справа. В 5 раунде был зрелищный размен ударами. В конце 6 раунда Адамек послал соперника в нокдаун тем же правым кроссом. В 7 раунде Адамек дважды послал Абеля в нокдаун, после чего рефери остановил бой.

## Результаты боёв
В таблице перечислены результаты всех поединков боксёров.
В каждой строке указан результат поединка. Дополнительно номер поединка обозначен цветом, который обозначает итог поединка. Расшифровка обозначений и цветов представлена в нижеследующей таблице.
| Пример | Расшифровка                     |
| ------ | ------------------------------- |
|        | Победа                          |
|        | Ничья                           |
|        | Поражение                       |
|        | Планируемый поединок            |
|        | Поединок признан несостоявшимся |
| КО     | Нокаут                          |
| ТКО    | Технический нокаут              |
| PTS    | Решение судей (по очкам)        |
| UD     | Единогласное решение судей      |
| MD     | Решение большинства судей       |
| SD     | Раздельное решение судей        |
| RTD    | Отказ от продолжения боя        |
| DQ     | Дисквалификация                 |
| NC     | Поединок признан несостоявшимся |

| Бой                                                                   | Дата             | Соперник                  | Судьи               | Место боя                                                      | Раундов    | Результат | Дополнительно |
| --------------------------------------------------------------------- | ---------------- | ------------------------- | ------------------- | -------------------------------------------------------------- | ---------- | --------- | --- |
| 59                                                                    | 6 октября 2018   | Джаррелл Миллер (21-0-1)  | Марк Нельсон        | Чикаго, Иллинойс, США                                          | 12 (KO2)   | Поражение | |
| 58                                                                    | 21 апреля 2018   | Джоуи Абель (34-9)        | Даниэль Ван де Виле | Ченстохова, Польша                                             | 10 (TKO7)  | Победа    | Защитил Интернациональный титул чемпиона Польши в супертяжёлом весе.                                                                              |
| 57                                                                    | 18 ноября 2017   | Фред Касси (18-6-1)       | Даниэль Ван де Виле | Ченстохова, Польша                                             | 10 (UD)    | Победа    | Завоевал вакантный Интернациональный титул чемпиона Польши в супертяжёлом весе.                                                                   |
| 56                                                                    | 24 июня 2017     | Соломон Хаумоно (24-3-2)  | Дэвид Филдс         | Гданьск, Польша                                                | 10 (UD)    | Победа    | |
| 55                                                                    | 2 апреля 2016    | Эрик Молина (24-3)        | Лешек Янковяк       | Краков Арена, Краков, Польша                                   | 12 (KO10)  | Поражение | Бой за вакантный титул Интерконтинентального чемпиона по версии IBF.                                                                              |
| 54                                                                    | 26 сентября 2015 | Пшемыслав Салета (44-7)   | Лешек Янковяк       | Атлас Арена, Лодзь, Польша                                     | 10 (RTD5)  | Победа    | |
| 53                                                                    | 8 ноября 2014    | Артур Шпилька (16-1)      | Жан-Пьер Ван Имшут  | Краков Арена, Краков, Польша                                   | 10 (UD)    | Поражение | Бой за вакантный титул Интернационального чемпиона по версии IBF и чемпиона Польши в супертяжёлом весе.                                           |
| 52                                                                    | 15 марта 2014    | Вячеслав Глазков (16-0-1) | Гэри Розато         | Sands Casino Resort, Бетлехем, Пенсильвания, США               | 12 (UD)    | Поражение | Бой за североамериканский титул по версии IBF в супертяжёлом весе, 3-я защита Адамека.                                                            |
| 51                                                                    | 3 августа 2013   | Доминик Гуинн             | Эдди Коттон         | Анкасвилл, США, Нью-Джерси, США                                | 10 (UD)    | Победа    | Бой за первую строчку рейтинга IBF. |
| 50                                                                    | 22 декабря 2012  | Стив Каннингем            | Гэри Росадо         | Sands Casino Resort, Бетлехем, Пенсильвания, США               | 12 (SD)    | Победа    | Бой за вторую строчку рейтинга IBF. Бой за североамериканский титул по версии IBF в супертяжёлом весе, 2-я защита Адамека.                        |
| 49                                                                    | 8 сентября 2012  | Тревис Уолкер             | Эдди Коттон         | Пруденшал-центр, Ньюарк, Нью-Джерси, США                       | 12 (TKO5)  | Победа    | Турнир за звание обязательного претендента по версии IBF, 1-й тур. Североамериканский титул по версии IBF в супертяжёлом весе, 1-я защита Адамека |
| 48                                                                    | 16 июня 2012     | Эдди Чемберс              | Бенджи Эстевес мл.  | Пруденшал-центр, Ньюарк, Нью-Джерси, США                       | 12 (UD)    | Победа    | Выиграл вакантный североамериканский титул по версии IBF в супертяжёлом весе.                                                                     |
| 47                                                                    | 24 марта 2012    | Наги Агилера              | Еарл Браун          | Авиатор Спорт Комплекс, Бруклин, Нью-Йорк, США                 | 10 (UD)    | Победа    | |
| 46                                                                    | 10 сентября 2011 | Виталий Кличко            | Массимо Баровеккио  | Стадион в Машлице, Вроцлав, Польша                             | 12 (ТКО10) | Поражение | Титул чемпиона мира по версии WBC, 7-я защита Кличко, в супертяжёлом весе.                                                                        |
| 45                                                                    | 9 апреля 2011    | Кевин Макбрайд            | Рэнди Ньюман        | Prudential Center, Ньюарк, Нью-Джерси, США                     | 12 (UD)    | Победа    | Титул WBO NABO, 3-я защита Адамека, Титул Интернационального чемпиона IBF, 5-я защита Адамека, в супертяжёлом весе.                               |
| 44                                                                    | 9 декабря 2010   | Винни Маддалоне           | Линдси Пейдж        | Prudential Center, Ньюарк, Нью-Джерси, США                     | 12 (TKO5)  | Победа    | Титул WBO NABO, 2-я защита Адамека, Титул Интернационального чемпиона IBF, 4-я защита Адамека, в супертяжёлом весе.                               |
| 43                                                                    | 21 августа 2010  | Майкл Грант               | Линдси Пейдж        | Prudential Center, Ньюарк, Нью-Джерси, США                     | 12 (UD)    | Победа    | Титул WBO NABO, 1-я защита Адамека, Титул Интернационального чемпиона IBF, 3-я защита Адамека, в супертяжёлом весе.                               |
| 42                                                                    | 24 апреля 2010   | Крис Арреола              | Джек Рейз           | Citizens Business Bank Arena, Онтарио, Калифорния, США         | 12 (MD)    | Победа    | Вакантный титул WBO NABO, Титул Интернационального чемпиона IBF, 2-я защита Адамека, в супертяжёлом весе.                                         |
| 41                                                                    | 6 февраля 2010   | Джейсон Эстрада           | Линдси Пэйдж        | Prudential Center, Ньюарк, Нью-Джерси, США                     | 10 (UD)    | Победа    | Титул Интернационального чемпиона IBF, 1-я защита Адамека, в супертяжёлом весе.                                                                   |
| 40                                                                    | 24 сентября 2009 | Анджей Голота             | Линдси Пэйдж        | Атлас Арена, Лодзь, Польша                                     | 12 (TKO5)  | Победа    | Вакантный титул интернационального чемпиона IBF, в супертяжёлом весе.                                                                             |
| После победы над Бобби Ганном, Адамек перешёл в супертяжёлый вес.     |                  |                           |                     |                                                                |            |           | |
| 39                                                                    | 11 июля 2009     | Бобби Ганн                | Еарл Браун          | Prudential Center, Ньюарк, Нью-Джерси, США                     | 12 (RTD4)  | Победа    | Титул чемпиона мира по версии IBF в первом тяжёлом весе, 2-я защита Адамека.                                                                      |
| 38                                                                    | 27 февраля 2009  | Джонатон Бэнкс            | Эдди Коттон         | Prudential Center, Ньюарк, Нью-Джерси, США                     | 12 (TKO8)  | Победа    | Титул чемпиона мира по версии IBF в первом тяжёлом весе, 1-я защита Адамека.                                                                      |
| 37                                                                    | 11 декабря 2008  | Стив Каннингем            | Еарл Мортон         | Prudential Center, Ньюарк, Нью-Джерси, США                     | 12 (SD)    | Победа    | Титул чемпиона мира по версии IBF в первом тяжёлом весе, 2-я защита Каннингема.                                                                   |
| 36                                                                    | 11 июля 2008     | Гэри Гомес                | Джеральд Скотт      | Арагорн Болрум, Чикаго, Иллинойс, США                          | 10 (RTD7)  | Победа    | |
| 35                                                                    | 19 апреля 2008   | О`Нил Белл                | Роберт Бёрд         | Сподек, Катовице, Польша                                       | 12 (TKO8)  | Победа    | Элиминатор IBF в первом тяжёлом весе. |
| 34                                                                    | 29 декабря 2007  | Иосиф Халусик             | Джозеф Теммл        | Сиденстикер Холл, Билефельд, Северный Рейн-Вестфалия, Германия | 8 (UD)     | Победа    | |
| 33                                                                    | 9 июня 2007      | Луис Андрес Пиндера       | Маркус Макдоннел    | Сподек, Катовице, Польша                                       | 12 (TKO7)  | Победа    | Вакантный титул IBO в первом тяжёлом весе. |
| После проигрыша от Чэда Доусона, Адамек перешёл в первый тяжёлый вес. |                  |                           |                     |                                                                |            |           | |
| 32                                                                    | 3 февраля 2007   | Чэд Доусон                | Хорхе Алонсо        | Силвер Спарс Арена, Киссимми, Флорида, Польша                  | 12 (UD)    | Поражение | Бой за титул WBC в полутяжёлом весе, 3-я защита Адамека. (Адамек был в нокдауне в 7-м раунде, Доусон был в нокдауне в 11-м раунде)                |
| 31                                                                    | 7 октября 2006   | Пол Бриггс                | Тимоти Адамс        | Алстейт Арена, Роузмонт, Иллинойс, США                         | 12 (MD)    | Победа    | Бой за титул WBC в полутяжёлом весе, 2-я защита Адамека. (Адамек был в нокдауне в 1-м раунде)                                                     |
| 30                                                                    | 15 октября 2005  | Томас Ульрих              | Иэн Джон-Льюис      | Меерцвекхалле, Дюссельдорф, Германия                           | 12 (KO6)   | Победа    | Бой за титул WBC в полутяжёлом весе, 1-я защита Адамека.                                                                                          |
| 29                                                                    | 21 мая 2005      | Пол Бриггс                | Тимоти Адамс        | United Center, Чикаго, Иллинойс, США                           | 12 (MD)    | Победа    | Бой за вакантный титул WBC в полутяжёлом весе. |
| Бой                                                                   | Дата             | Соперник                  | Судьи               | Место боя                                                      | Раундов    | Результат | Дополнительно |

## Личная жизнь

### Детство
Томаш Адамек вырос в семье с четырьмя сёстерами. Когда ему не было и двух лет (15 ноября 1978 в год), его отец — Джозеф Адамек — был убит в результате несчастного случая на мосту в Вольф Дип (pl) (был водителем одного из автобусов, пострадавших  в аварии). Семья Адамеков жила скромно, и Томаш был единственным мужчиной в семье. Регулярно играл в футбол в Бескид Гловисе, был нападающим и правым полузащитником. Но больше Томаш интересовался единоборствами. Он рос религиозным и часто прислуживал в богослужениях.

### Семья
13 октября 1996 он женился. Через год супруга Дороти родила ему дочь, Роксанну, и в августе 2000 года, дочь Веронику. Поначалу он жил со своей женой в квартире, а затем переехал в новый дом в Гиловиче. В 2008 году он вместе с семьей переехал в США; жил в пригороде Нью-Джерси. Его жена  Дороти училась в Ягеллонском университете (ранее окончив школу медсестер в Живец).
В октябре 2005 года Томаш Адамек поступил в Люблинский католический университет.  Ранее он окончил Школу Электрической механики в Живеце (по профессии техника-механика); позднее закончил Бакалавриат Школы Туризма.

### Вера
Адамек признает себя высокорелигиозным. Он говорит, «Другим нужен психолог, а мне просто Бог. Я вручаю ему свои беды и никогда не разочаровываюсь. Без Него я бы ничего не смог; его сила дала мне всё. Я молился всегда перед боем, и да поможет мне Бог, Бог даст всё …»
После победы в битве мая 2005 года, совершил пешее паломничество на Ясную Гору (около 150 км). 28 августа 2013 боксёр посетил редакцию Радио Мария, в Торуни.